# FACE 時代をつくる人々
『FACE 〜時代をつくる人々〜』（フェイス・じだいをつくるひとびと）は、2007年4月1日から毎日放送で放送されている関西ローカルのミニドキュメンタリー番組である。ステレオ放送、ハイビジョン制作を実施している。

## 概要
タイトルの通り、現代社会を創り出していく優れた製品やサービスの顔を、企業や開発者、研究者のインタビューを通して紹介していく。取り扱われる製品は、食品、衣料、電気製品、サービス、化粧品、車、アニメなど、ジャンルに関係なく多岐にわたる。

## 放送時間
| 放送期間      | 放送期間       | 放送時間（JST）      |
| ------------- | -------------- | -------------------- |
| 2007年4月1日  | 2008年3月30日  | 日曜日 18:24 - 18:30 |
| 2007年4月10日 | 2008年12月30日 | 火曜日 21:54 - 22:00 |
| 2008年5月2日  | 2009年3月27日  | 金曜日 19:57 - 20:00 |
| 2009年4月14日 | 2009年10月27日 | 火曜日 21:57 - 22:00 |
| 2009年4月15日 | 2009年9月23日  | 水曜日 21:57 - 22:00 |
| 2009年9月30日 | 2011年9月28日  | 水曜日 21:54 - 22:00 |
| 2011年10月5日 | 2012年3月7日   | 水曜日 22:48 - 22:54 |
| 2012年4月16日 | 2012年9月24日  | 月曜日 19:55 - 19:57 |
| 2012年10月4日 | 2013年8月22日  | 木曜日 19:55 - 19:57 |
| 2013年10月1日 | 2016年2月2日   | 火曜日 21:54 - 21:57 |
| 2016年4月19日 | 現在           | 火曜日 22:57 - 23:00 |

- 特別番組などで放送時間が変更もしくは休止となる場合がある。

## 制作
- 協力:オブザアイ
- 製作著作:毎日放送